# Croque-madame

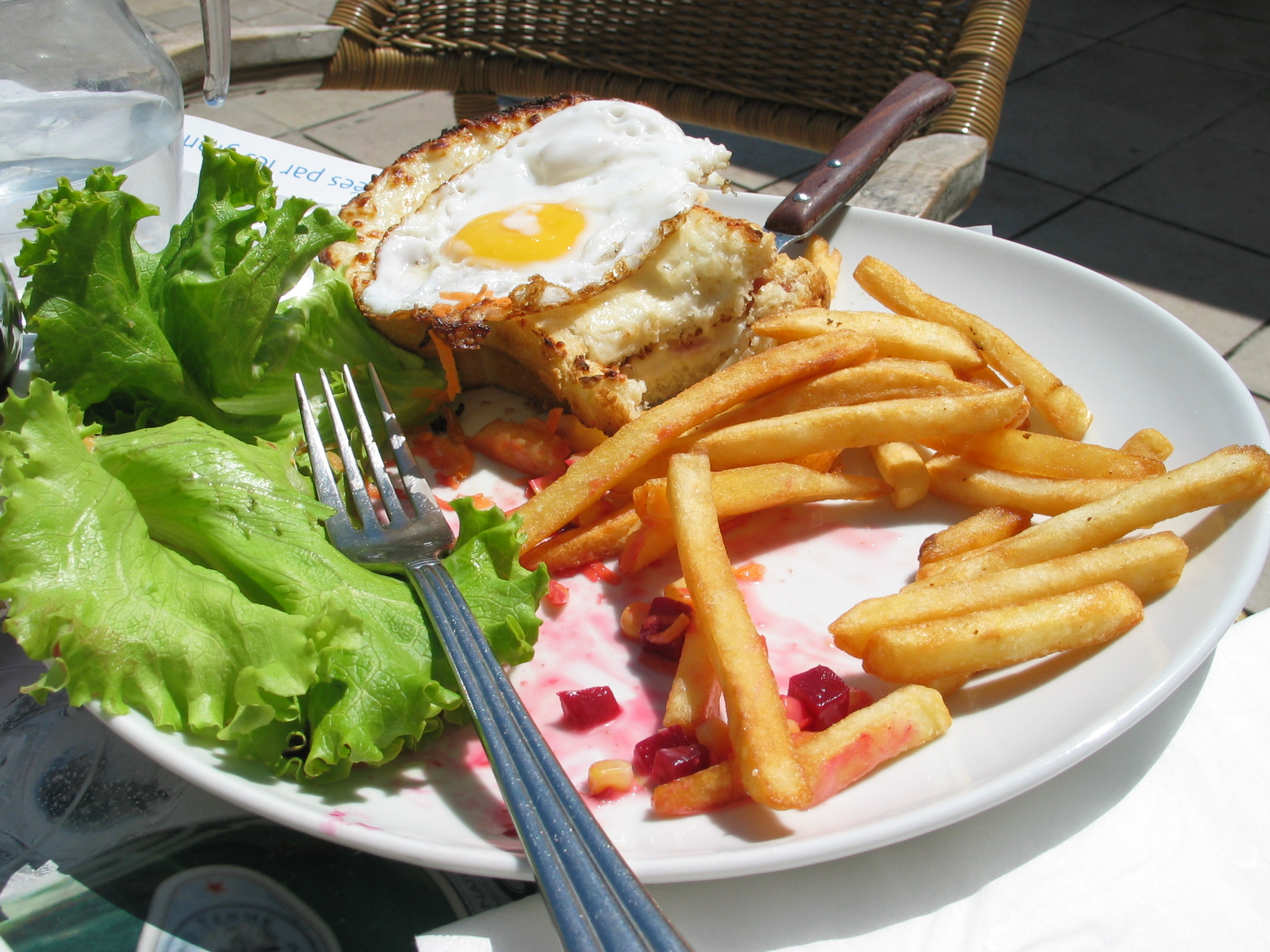
El croque-madane pot anar acompanyat de patates fregides i de verdures crues

Un croque-madame o croquemadame és un entrepà de pernil i formatge, el més sovint d'emmental, torrat a la paella, al forn o amb un aparell específic, i cobert d'un ou ferrat.
Originari de França, és una variant del croque-monsieur. L'ou present damunt el pa superior evoca un barret, és així com aquesta recepta va ser batejada «croque madame» ("mossega senyora" en francès).